# Nearctaphis hottesi
Nearctaphis hottesi är en insektsart som beskrevs av Hille Ris Lambers 1970. Nearctaphis hottesi ingår i släktet Nearctaphis och familjen långrörsbladlöss. Inga underarter finns listade i Catalogue of Life.